# Dänische Badminton-Mannschaftsmeisterschaft 2010/11
In der Dänischen Badminton-Mannschaftsmeisterschaft 2010/11 siegte im Finale der Greve Strands Badmintonklub.

## Vorrunde
| Platz | Team                   | Spiele | Siege | Score | Punkte |
| ----- | ---------------------- | ------ | ----- | ----- | ------ |
| 1     | Team Skælskør-Slagelse | 9      | 7     | 40-17 | 22     |
| 2     | Greve Strands BK       | 9      | 8     | 39-17 | 22     |
| 3     | Værløse BK             | 9      | 8     | 36-21 | 21     |
| 4     | Team Aarhus            | 9      | 6     | 28-28 | 16     |
| 5     | Lillerød BK            | 9      | 4     | 30-27 | 15     |
| 6     | Vendsyssel BK          | 9      | 4     | 26-28 | 12     |
| 7     | Skovshoved IF          | 9      | 3     | 24-31 | 10     |
| 8     | Gentofte BK            | 9      | 3     | 21-35 | 9      |
| 9     | Odense BK              | 9      | 2     | 20-35 | 7      |
| 10    | Ikast FS               | 9      | 0     | 15-40 | 1      |

## Spiel um Platz 3
Værløse BK - Team Aarhus 4:3

## Finale
Greve Strands BK - Team Skælskør-Slagelse 4:2